# Gallacaio
Gallacaio (talvolta anche Galcaio, in somalo Gaalkacyo o Galkacyo), già Rocca Littorio ai tempi del colonialismo italiano, è una città della Somalia centrosettentrionale, capoluogo della provincia omonima e della regione del Mudugh. La città è divisa in due parti, di cui la meridionale è controllata dallo stato autonomo del Galmudug, di cui è la capitale, mentre quella settentrionale appartiene al Puntland, altro stato autonomo della Somalia.
Gallacaio si trova in una regione desertica a 290 metri s.l.m. La popolazione stimata è di 545 000 abitanti, il che fa di Gallacaio la quarta città somala per numero di abitanti, dopo Mogadiscio, Hargheisa e Bosaso. La città negli ultimi anni è cresciuta considerevolmente, fino a diventare un importante polo commerciale.

## Amministrazione

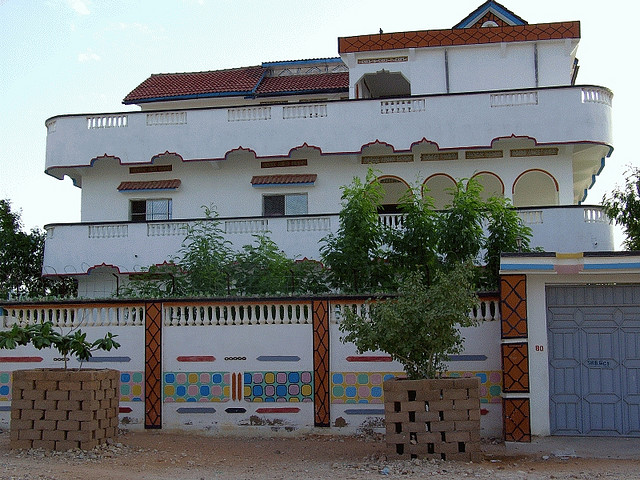
Area residenziale di Gallacaio

La città è suddivisa in due zone, la porzione sud governata dalle forze del Galmudug, stato autonomo di cui è capitale, e la porzione sud che è parte del Galmudug. Comunque la maggior parte della città è amministrata dal Puntland.
Gallacaio è un centro urbano relativamente tranquillo se paragonato alle città della Somalia meridionale, anche se tra il 2010 ed il 2011 alcuni tentativi di assassinio organizzati dai terroristi islamici di Al-Shabaab contro funzionari del governo del Puntland hanno portato ad una complessiva e decisa riforma della polizia e dell'amministrazione in generale. Nel febbraio 2011 i governi di Galmudug e Puntland hanno stipulato un accordo a Garoe finalizzato alla cooperazione sulla sicurezza e su materie economiche e sociali, così come a rafforzare e stringere ulteriormente i propri rapporti.
Inoltre la autorità del Puntland hanno schierato più unità di polizia a Gallacaio, rifornendone e migliorandone l'equipaggiamento, i mezzi di comunicazione ed i veicoli. Questi sforzi hanno permesso di riportare già a settembre 2012 una notevole riduzione del crimine.

## Cultura

### Istruzione
Gallacaio ha un buon numero di scuole di tutti i livelli ed il sistema di istruzione è in via di potenziamento: molte scuole sono state aperte nel 2012.
Sono presenti in città anche diverse sedi universitarie, tra cui quelle dell'Università del Puntland, dell'Università dell'Africa Orientale, dell'Università del Puntland di Scienza e Tecnologia e dell'Università del Mudugh.

## Società

### Evoluzione demografica
Gallacaio ha circa 545 000 abitanti, la cui composizione etnica varia tra le due zone della città: in quella controllata dal Puntland prevalgono i Migiurtini, appartenenti al clan Darod, in quella amministrata da Galmudugh gli Habr Ghedir, sottoclan degli Hauia.

## Economia

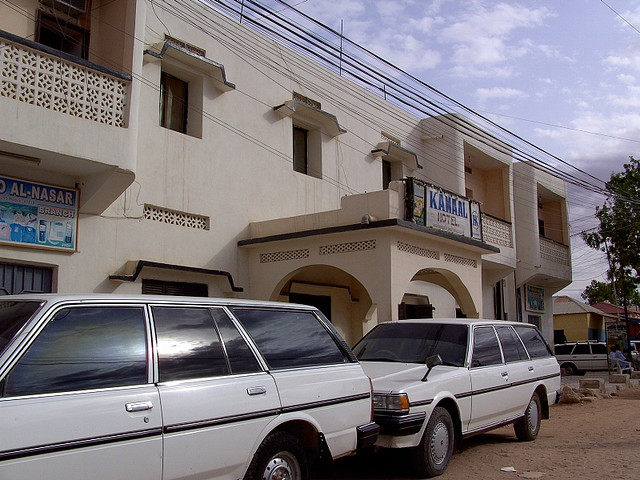
Ingresso del Kamaal Hotel di Gallacaio

Gallacaio è una delle città più progredite della Somalia centrosettentrionale. Il suo sviluppo economico si è concentrato negli ultimi anni soprattutto nel settore del commercio: la città ospita numerosi ristoranti, alberghi, supermercati, guest house. Inoltre Gallacaio offre molti servizi:ospedali, stazioni di rifornimento carburante, stazioni di polizia; le vecchie caserme dell'Esercito Nazionale Somalo sono state ristrutturate e mantenute in buone condizioni.

### Trasporti
La città è servita dall'Aeroporto di Gallacaio, intitolato il 25 marzo 2012 all'ex Presidente della Somalia Abdullahi Yusuf Ahmed, morto due giorni prima e nato a Gallacaio. Dall'aeroporto partono voli per varie destinazioni, tra cui Bosaso, Mogadiscio e Gibuti. Ma costituisce una sorta di zona cuscinetto tra Puntland e Galmudugh, infatti i taxi autorizzati dall'autorità aeroportuale sono equamente divisi tra le due amministrazioni, al fine di migliorarne le relazioni reciproche.
Gallacaio è attraversata dall'autostrada di 750 km che percorre la Somalia da nord a sud, collegando le principali città settentrionali, come Bosaso e Garoe, con i centri urbani meridionali. Nel 2012 l'Autorità Autostradale del Puntland ha completato i lavori di ristrutturazione dell'arteria centrale che collega Gallacaio e Garoe. Inoltre, la strada che porta all'aeroporto è stata migliorata.